# 秦祐
秦祐（1487年—？），字順甫，號兩溪，山東東昌府臨清州人，軍籍，明朝政治人物。

## 生平
正德十一年（1516年）丙子科山東鄉試第七十四名舉人，十二年（1517年）聯捷丁丑科會試第一百五十二名，三甲第一百三十七名進士。都察院觀政，授固始縣知縣，調修武縣知縣，嘉靖四年（1525年）三月選授禮科給事中，六年（1527年）九月因李福達案革職為民。

## 家族
曾祖秦貴；祖父秦禮，壽官；父秦銳。母鄭氏；繼母趙氏。重慶下。兄秦祥。